# Tom Powers

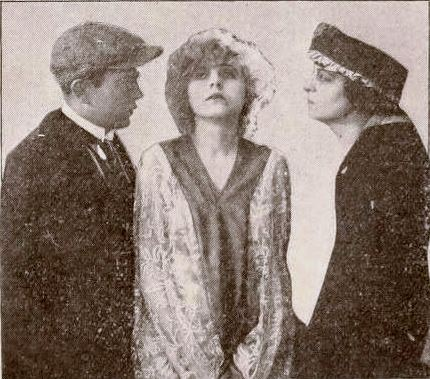
Escena de The Auction Block (1917), con Tom Powers, Rubye De Remer y Florence Deshon

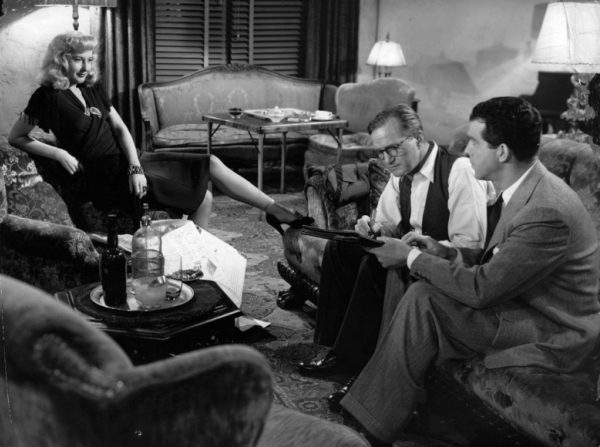
Powers con Barbara Stanwyck y Fred MacMurray en Double Indemnity (1944)

Tom Powers (7 de julio de 1890 - 9 de noviembre de 1955) fue un actor teatral, radiofónico, cinematográfico y televisivo de nacionalidad estadounidense. Un veterano actor teatral del circuito de Broadway, destacó en obras de George Bernard Shaw, y encarnó a Charles Marsden en la pieza de Eugene O'Neill Strange Interlude. Sucedió a Orson Welles interpretando a Bruto en la producción inaugural del Mercury Theatre Caesar. En el cine fue una estrella de los Vitagraph Studios, y más adelante fue conocido por su papel junto a Barbara Stanwyck y Fred MacMurray en el clásico del cine negro Double Indemnity (1944).

## Biografía

### Carrera
Su nombre completo era Thomas McCreery Powers, y nació en Owensboro, Kentucky, siendo sus padres el Coronel Joshua D. Powers, banquero, y su tío el escultor Hiram Powers. La madre de Powers era una enamorada del teatro, por lo que cuando él tenía tres años de edad entró en una escuela de baile. A los 16 años empezó a estudiar artes escénicas en la American Academy of Dramatic Arts, escribiendo y produciendo obras teatrales, y practicando diseño teatral en un pequeño escenario en el ático de su casa.
Powers fue aprendiz durante diez años en un grupo de teatro de pantomima, siendo posteriormente una estrella en westerns producidos por Vitagraph. Desde 1911 hasta 1917, Powers actuó en más de 70 cintas mudas, trabajando con actores como Florence Turner, Harry T. Morey, Clara Kimball Young, Alma Taylor y John Bunny. En esa época trabajó también en el Reino Unido, rodando algunas películas para los Walton Studios. 
Powers dejó el cine en 1917, dedicándose al teatro. Tuvo un gran éxito como actor teatral en su primera actuación en el circuito de Broadway, interpretando a William Booth en Mr. Lazarus (1916). Fue una estrella de las comedias musicales, y se ganó el favor de la crítica como intérprete principal y como actor de carácter. Entre sus personajes más destacados figuran Gregers Werle en El pato silvestre, el capitán en Androcles and the Lion, Bluntschli en Arms and the Man — todas en 1925 — y el Rey Magnus en The Apple Cart (1930). Powers fue Charles Marsden en el drama de Eugene O'Neill Strange Interlude (1928–29). En 1938 sucedió a Orson Welles como Bruto en la obra debut del Mercury Theatre, Caesar, y en 1941 viajó en gira por el país con The Man Who Came to Dinner. Su último papel de importancia en Broadway llegó con Las tres hermanas (1942), que interpretó junto a Judith Anderson, Katharine Cornell y Ruth Gordon.
Entre las producciones radiofónicas en las que trabajó figuran Tom Powers' Life Studies (1935–36), una serie de 15 minutos emitida por NBC Red Network.
Powers también publicó dos libros de monólogos, Life Studies (1939) y More Life Studies (1940). Además escribió cuatro piezas teatrales y dos novelas románticas, Virgin with Butterflies (1945) y Sheba on Trampled Grass (1946).
Enfermo de artritis, Powers se mudó a la Costa Oeste, dedicándose plenamente al cine cuando Billy Wilder le invitó a interpretar a la víctima en el clásico de cine negro de 1944 Double Indemnity. En la docena de años posteriores, Powers actuó en más de 80 películas y shows televisivos, encarnando habitualmente a empresarios maduros, militares o policías. Su actuación como Tilio Cimbro (Lucio Tilio Cimbro) en Julio César (1953) fue una de las mejores de su etapa en Hollywood.

### Vida personal
Tom Powers se casó con Meta Murray Janney, de Filadelfia, el 7 de septiembre de 1929. El actor falleció a causa de una dolencia cardiaca en su domicilio en California el 9 de noviembre de 1955, a los 65 años de edad. Fue enterrado en el Cementerio Valhalla Memorial Park, en North Hollywood, Los Ángeles, California.

## Selección de su filmografía
- The Sheriff's Friend, de Alec B. Francis (1911)
- The Heart of a Man, de Rollin S. Sturgeon (1912)
- A Story of the Circus (1912)
- The Great Diamond Robbery (1912)
- Aladdin: or, a Lad Out, de Hay Plumb (1914)
- Unfit; or, The Strength of the Weak, de Cecil Hepworth (1914)
- The Traitor, de Cecil Hepworth (1915)
- Be Sure Your Sins, de Cecil Hepworth (1915)
- Barnaby Rudge, de Thomas Bentley y Cecil Hepworth (1915)
- The Auction Block, de Laurence Trimble (1917)
- Double Indemnity, de Billy Wilder (1944)
- Practically Yours, de Mitchell Leisen (1944)
- Two Years Before the Mast, de John Farrow (1946)
- The Blue Dahlia, de George Marshall (1946)
- Angel and the Badman, de James Edward Grant (1947)
- Un destino de mujer, de H. C. Potter (1947)
- They Won't Believe Me, de Irving Pichel (1947)
- I Love Trouble, de S. Sylvan Simon (1947)
- The Time of Your Life, de H. C. Potter (1948)
- Station West, de Sidney Lanfield (1948)
- Angel in Exile, de Allan Dwan (1948)
- Mexican Hayride, de Charles Barton (1948)
- Scene of the Crime, de Roy Rowland (1949)
- Chicago Deadline, de Lewis Allen (1949)
- East Side, West Side, de Mervyn LeRoy (1949)
- The Nevadan, de Gordon Douglas (1950)
- Right Cross, de John Sturges (1950)
- Fighting Coast Guard, de Joseph Kane (1951)
- The Strip, de Laszlo Kardos (1951)
- The Well, de Leo C. Popkin (1951)
- Flesh and Fury, de Joseph Pevney (1952)
- Denver and Rio Grande, de Byron Haskin (1952)
- Horizons West, de Budd Boetticher (1952)
- The Steel Trap, de Andrew L. Stone (1952)
- The Marksman, de Lewis D. Collins (1952)
- Julio César, de Joseph L. Mankiewicz (1953)
- Hannah Lee: An American Primitive, de Lee Garmes y John Ireland (1953)
- The Last Posse, de Alfred L. Werker (1953)
- El cerebro de Donovan, de Felix E. Feist (1953)
- Sea of Lost Ships, de Joseph Kane (1953)
- The Americano, de William Castle (1955)
- Ten Wanted Men, de H. Bruce Humberstone (1955)